# 辰巳第一パーキングエリア

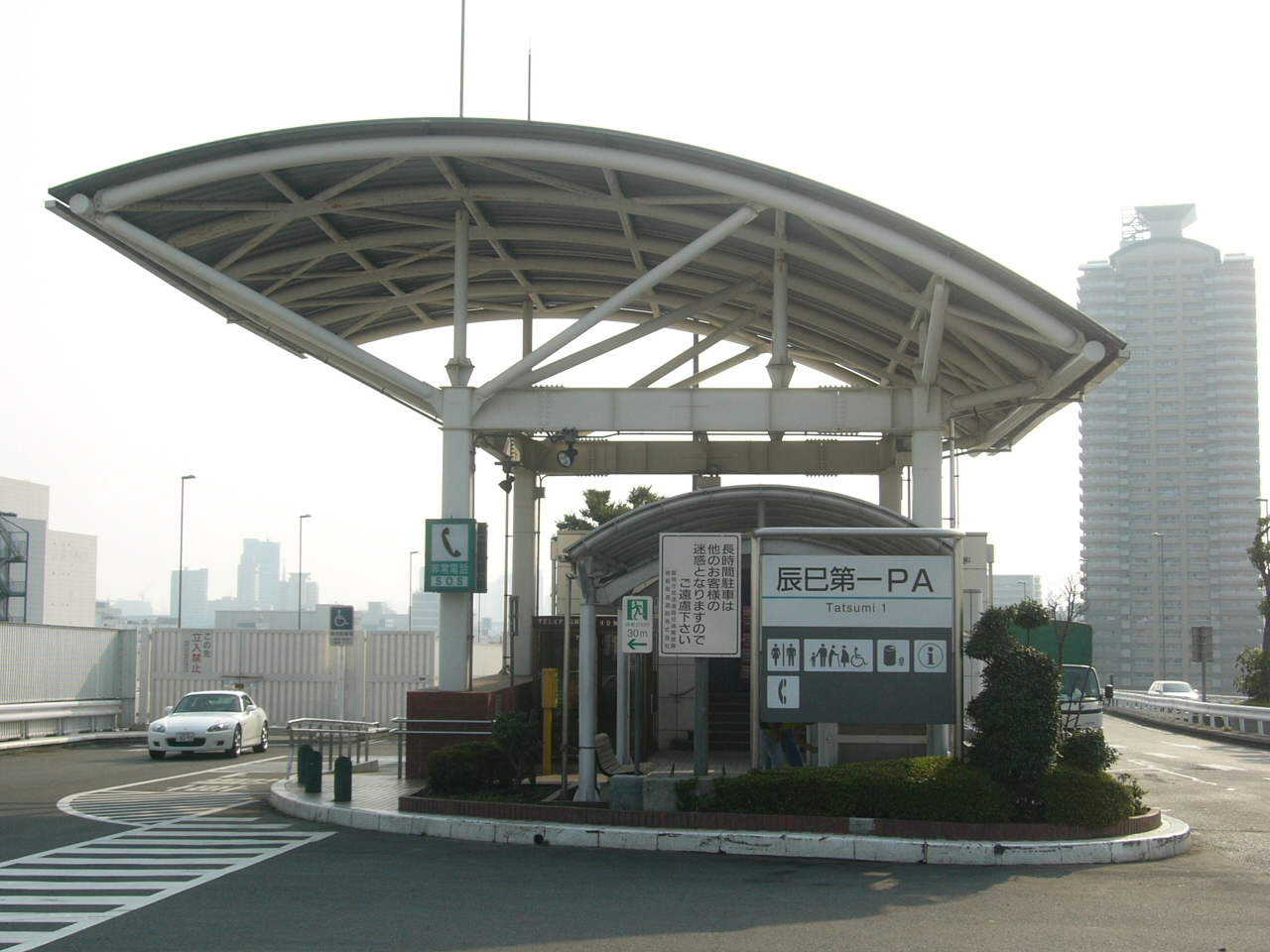
辰巳第一PA（2006年8月撮影）

辰巳第一パーキングエリア（たつみだいいちパーキングエリア）は、東京都江東区の首都高速道路9号深川線上にあるパーキングエリアである。
辰巳ジャンクション内に位置しており、首都高速湾岸線有明方面から9号深川線上り線（箱崎方面）に向かう車両のみ利用できる。

## 道路
- 首都高速9号深川線

## 施設

### 上り線（箱崎方面）
所在地：東京都江東区辰巳三丁目1番7号
- 駐車場
  - 普通 29台
  - 大型 17台
  - 身障者用 1台
- トイレ
  - 男 大4 (洋4)、小4
  - 女 4 (洋4)
  - 身障者用 1
- 自動販売機

23区内にある首都高のPAとしては規模が大きめであること、高層ビルの夜景と愛車を絡めた写真が「映える」ことから、クルマ好きが集まる場所となっている。一方で、長時間の占拠や騒音、「辰巳ダッシュ」と称される急加速といった迷惑行為が問題となっており、対策として、横断幕の掲出や警察車両の巡回に加え、2020年2月には夜景を遮るフェンスや違法改造車の出入りを困難にするスピードバンプの設置が行われた。2023年1月には速度抑制を目的として、PA出口の路面に凸型の段差（スピードテーブル）が設置されたが、この段差をジャンプ台に見立てて高速で通過する車両の動画がSNS上に多数投稿され、問題となっている。

## 隣
首都高速9号深川線
(906)枝川出口 - 辰巳JCT/辰巳第一PA/辰巳第二PA